# Emilio Vidal
Emilio Vidal Llanes (Santander, 8 dicembre 1900 – Sabadell, 24 maggio 1968) è stato un calciatore e allenatore di calcio spagnolo.
In attività giocava nel ruolo di difensore. 